# Dictyocladium thuja
Dictyocladium thuja is een hydroïdpoliep uit de familie Sertulariidae. De poliep komt uit het geslacht Dictyocladium. Dictyocladium thuja werd in 2003 voor het eerst wetenschappelijk beschreven door Vervoort & Watson. 